# Monte Luta
Il monte Luta (1.231 m s.l.m.) fa parte della Catena Costiera nell'Appennino calabro.
La vetta del monte è raggiungibile attraverso i sentieri nei boschi di castagni che partono da diversi comuni della media valle del Crati. Gesuiti (frazione di San Vincenzo La Costa), o Bucita (frazione di San Fili), sono due buoni punti di partenza per una passeggiata attraverso i verdi boschi della zona.
La vetta del monte Luta, che è posta nel territorio comunale di San Fili, è raggiungibile anche attraverso un sentiero che parte dal passo Crocetta.